# Strijkkwartet (Roussel)
Het Quatuor à cordes (Frans voor Strijkkwartet) op. 45 is een kamermuziekwerk van Albert Roussel gecomponeerd in de jaren 1931 en 1932, toen hij 60 jaar werd.
Roussel schreef het stuk op het hoogtepunt van zijn carrière, een jaar na het voltooien van zijn Derde symfonie en het ballet Bacchus et Ariane. Het kwartet is opgedragen aan Henry Le Bœuf. Het is zijn enige strijkkwartet en zelfs zijn enige kwartet. Hij schreef wel drie trio's, twee kwintetten en een sextet. De première werd gespeeld op 9 december 1932 in Brussel door het Quatuor Pro Arte. 
Het stuk is sober van sfeer. Een gemiddelde uitvoering duurt zo'n 20 minuten en het werk bestaat uit vier delen:
1. Allegro
2. Adagio
3. Allegro vivo
4. Allegro moderato.